# Nodoka Okisawa
Nodoka Okisawa (japanisch 沖澤のどか, Transkription Okisawa Nodoka; geboren 1987 in Misawa, Aomori, Japan) ist eine japanische Dirigentin.

## Leben
Nodoka Okisawa erlernte früh die Instrumente Klavier, Violoncello und Oboe. Sie studierte an der Tokyo University of the Arts im Fach Dirigieren bei Ken Takaseki und Tadaaki Otaka. In dieser Zeit wurde sie mit dem Acanthus Musikpreis und dem Douseikai-Preis der Universität ausgezeichnet. Nach dem Masterabschluss 2014 setzte sie ihre Studien an der Hochschule für Musik Hanns Eisler Berlin bei Christian Ehwald und Hans-Dieter Baum fort, wo sie 2019 ebenfalls mit dem Master abschloss. Während des Studiums wurde sie Preisträgerin bei der International Conducting Competition Jeunesses Musicales in Bukarest. Darüber hinaus absolvierte sie Meisterkurse bei Peter Gülke an der Internationalen Sommerakademie Mozarteum Salzburg sowie bei Leonid Grin, Gennadi Roschdestwenski, Neeme und Paavo Järvi, Kurt Masur, Riccardo Muti, Sian Edwards und Titus Engel.
Okisawa gewann 2018 als erste Frau bei der Tokyo International Music Competition for Conducting den ersten Preis sowie den Special Award „Hideo Saito“. 2019 errang sie den ersten Preis („Grand Prix de Direction“), den Orchester- und den Publikumspreis beim Concours international de jeunes chefs d’orchestre de Besançon.
Sie war von 2020 bis 2022 Stipendiatin der Karajan-Akademie der Berliner Philharmoniker und Assistentin von Kirill Petrenko. Hier leitete sie u. a. ein Solidaritätskonzert für die Ukraine im Schloss Bellevue und gemeinsam mit Petrenko im Mai 2022 ein Konzert zum 50-jährigen Bestehen der Akademie. Nach ihrem Debüt 2021 bei den Münchner Symphonikern wurde sie dort 2022 Artist in Residence für die Saison 2022/2023 und dirigierte u a. Werke der Klassischen Moderne und Neuen Musik von Francis Poulenc, Alfred Schnittke und Claude Vivier.
In den Jahren bis 2022 dirigierte sie bereits international namhafte Orchester wie das Melbourne Symphony Orchestra, das BBC National Orchestra of Wales, das Orchestre Philharmonique de Nice, das Orquesta de Valencia, die Staatliche Akademische Kapelle St. Petersburg, das George Enescu Philharmonic Orchestra Bukarest, das Tonkünstler-Orchester Niederösterreich, in Deutschland das Konzerthausorchester Berlin, das Brandenburgische Staatsorchester Frankfurt (Oder), die Brandenburger Symphoniker, das Leipziger Symphonieorchester, MDR-Sinfonieorchester Leipzig, in Japan das Tokyo Metropolitan Symphony Orchestra, das NHK-Sinfonieorchester, das Yomiuri-Nippon-Sinfonieorchester, das New Japan Philharmonic, das Tokyo Symphony Orchestra, das Japan Philharmonic Orchestra und das Orchesterensemble Kanazawa.
Im Bereich Musiktheater leitete Nodoka Okisawa u. a. 2017 Aufführungen an der Deutschen Oper Berlin, im November 2020 eine Produktion von Lehárs Operette Die lustige Witwe am Tokyo Nikikai Opera Theatre  und 2022 Mozarts Oper Le nozze di Figaro zum 30-jährigen Bestehen des Seiji Ozawa Matsumoto Festivals in einer Inszenierung von Laurent Pelly.
Im Juli 2022 wurde sie zur neuen Chefdirigentin des Kyoto Symphony Orchestra ernannt, ausgestattet mit einem Dreijahresvertrag ab März 2023.